# Bernardo Espinosa
Bernardo José Espinosa Zúñiga (* 11. Juli 1989 in Cali) ist ein kolumbianischer Fußballspieler. Der Innenverteidiger steht aktuell beim Marbella FC unter Vertrag.

## Karriere
Espinosa wechselte im Januar 2008 aus der Jugendabteilung des FC Sevilla in die zweite Mannschaft, für die er 18 Spiele in dreieinhalb Jahren absolvierte. Am 10. November 2010 kam es zu seinem Debüt in der ersten Mannschaft. In der 4. Runde des Copa del Rey stand Espinosa gegen den Drittligisten Real Unión Club in der Startelf und erzielte auch direkt sein erstes Tor für die Profimannschaft des FC Sevilla. Zu seinem Ligadebüt für die erste Mannschaft kam es am 11. Mai 2011 gegen CA Osasuna, bevor er dann im Juli 2011 fest in die erste Mannschaft wechselte.
In der Saison 2011/12 spielte Bernardo Espinosa auf Leihbasis für Racing Santander. Er absolvierte 26 Spiele und erzielte dabei zwei Tore. Am Ende der Saison stieg der Verein als Tabellenletzter in die Segunda División ab.
Nach einem halben Jahr ohne Einsatz für den FC Sevilla in der Saison 2012/13 wechselte Espinosa per Leihe für ein halbes Jahr zu Sporting Gijón. In 22 Einsätzen gelangen ihm zwei Tore und eine Torvorlage. Am Ende der Saison verpflichtete Sporting Gijón den Kolumbianer ablösefrei. In drei Spielzeiten kam Espinosa auf weitere 98 Einsätze für Sporting, in denen er 7 Tore erzielte.
Im Sommer 2016 wechselte Bernardo Espinosa ablösefrei zum englischen Erstligisten FC Middlesbrough mit dem er in der Saison 2016/17 als Vorletzter in die zweite englische Liga abstieg. In seinem einen Jahr in England kam er in elf Ligaspielen und vier Pokalspielen zum Einsatz.
Zur Saison 2017/18 verpflichtete der spanische Erstligist FC Girona den 27-Jährigen Espinosa. Es flossen 4,5 Millionen Euro Ablöse für die Dienste des Kolumbianers, was ihm zeitweise zum Rekordzugang des Vereins machte, bevor ihn Johan Mojica und Marc Muniesa im Sommer 2018 ablösten. In zwei Spielzeiten in Girona kam Espinosa auf 72 Spiele, in denen ihm ein Tor und vier Torvorlagen gelangen. In der Saison 2018/19 stieg er mit dem FC Girona in die zweite spanische Liga ab.
Im Juli 2019 wechselte Bernardo Espinosa vom Absteiger FC Girona auf Leihbasis für ein Jahr zum Erstligisten Espanyol Barcelona, welche auch eine Kaufoption besaßen. Nach der Saison kehrte der Kolumbianer jedoch wieder nach Girona zurück. Im Januar 2024 wechselte Espinosa zu Atlético Nacional aus Medellin, bevor er bereits im Sommer wieder nach Spanien zurückkehrte, diesmal zum Marbella FC in die drittklassige Primera Federación.